# ذرة شاذة
الذرة الشاذة وهي نوع من بوزونات المركبة، يحدد نوعه من بين بوزونات المركبة الأخرى بحسب الدور الذي يلعبه عدد كم مغزلي في انتماء الجسيم الحامل للعزم المغزلي ونوع توزيع الجسيمات في نظام كبير منها، أي الدور الذي يلعبه العزم المغزلي في الإحصاء.

## المكونات
تتكون الذرة الشاذة من ارتباط بعض فرميونات مع بعضها كارتباط الالكترون والبوزيترون معا لتكوين ذرة شاذة ولكن هذا الارتباط لايدوم حيث يحدث افناء بعد فترة زمنية معينة حوالي 142 جزء من الثانية وينتج فوتونان من أشعة غاما لكل منهم له طاقة حوالي 511 كيلو فولت، أو ثلاثة فوتونات أشعة غاما بعد نصف العمر يقدر ب 142 ن.ث في الفراغ، اعتمادًا على حالات اللف النسبي.

## صفاتها
تكون هذه نوع من الذرات لها كتلة صغيرة نسبة إلى كتل ذرات أخرى، وسرعة عالية جدًا مقارنة بسرعة الجسيم الثقيل ذي الطاقة نفسها. وهذا يعني أن زمن تواجد هذه نوع من الذرات بالقرب من ذرة معينة من ذرات المادة قصير للغاية.
تصنيف ذرات الشاذة: بوزترونيوم، ميونيوم، أونيوم.